# Prix Mustafa
Le Prix Mustafa est un prix biennal décerné aux meilleurs scientifiques et chercheurs du monde islamique.
Il récompense un travail innovant sur les frontières[incompréhensible] des connaissances fournies par des personnalités de premier plan dans les domaines de la science et de la technologie ouvrant la voie à l'amélioration de la vie humaine,.

## Règles de la Nomination
Le prix Mustafa est décerné dans les catégories suivantes : 
- Sciences et technologies de l'information et de la communication
- Sciences et technologies de la vie et de la médecine
- Nanoscience et nanotechnologie Pour les catégories ci-dessus, les candidats doivent être citoyens de l'un des 57 pays membres de l'Organisation de la coopération islamique sans aucune restriction sur la religion, le sexe et / ou l'âge.
- Tous les domaines de la science et de la technologie Pour cette catégorie, seuls les musulmans peuvent être nommés sans aucune restriction sur la citoyenneté, le sexe et / ou l'âge[3].